# 부동산 투자이민제
부동산 투자이민제는 2010년 2월부터 외국인이 제주도나 인천광역시, 강원도 등 법무부가 지정한 특정 지역의 부동산이나 공익사업에 5억 원 이상을 투자하면 거주비자(F-2)를 내주고 향후 5년간 자격을 유지하면 영주권(F-5)을 부여하는 제도이다.
외국인 투자를 늘려 지역경제와 부동산 시장 활성화를 위해 도입했다고 한다.

## 비판
하지만 투자이민제가 해를 거듭할수록 부동산 규제강화나 사드보복과 같은 경제보복 문제로 효과가 반감되는 한편, 영주권을 획득한 다음 투자금을 바로 회수하는 이른바 '먹튀'를 하는 사례도 많아지면서 이에 따른 비판이 제기되고 있다.
또한 외국인이 자국에서 범죄를 저지르고 한국으로 도피하려는 목적으로도 악용되고 있어 전면적인 검토가 필요해 보인다.